# Diocèse de Manono
Le diocèse de Manono est une juridiction de l'Église catholique au nord du Katanga en République démocratique du Congo, suffragant de l'archidiocèse de Lubumbashi.

## Historique
Le diocèse est érigé en 1971 à partir de territoires du diocèse de Baudoinville, du diocèse de Kilwa et du diocèse de Kongolo. 

## Évêques
- Gérard Ngoy Kabwe (6 mai 1972 - 25 septembre 1989)
- Nestor Ngoy Katahwa (25 septembre 1989 - 16 novembre 2000), nommé évêque de Kolwezi
- Vincent de Paul Kwanga Njubu (depuis le 18 mars 2005)

## Statistiques
| année | baptisés | population totale | pourcentage | prêtres (total) | prêtres séculiers | prêtres réguliers | catholiques par prêtre | diacres | religieux | religieuses | paroisses |
| ----- | -------- | ----------------- | ----------- | --------------- | ----------------- | ----------------- | ---------------------- | ------- | --------- | ----------- | --------- |
| 1990  | 156 078  | 532 000           | 29,3        | 20              | 14                | 6                 | 7 803                  |         | 8         | 8           | 16        |
| 1997  | 166 961  | 564 915           | 29,6        | 26              | 26                |                   | 6 421                  |         |           | 6           | 14        |
| 2002  | 152 158  | 568 748           | 26,8        | 20              | 20                |                   | 7 607                  |         |           | 1           | 15        |
| 2003  | 152 158  | 568 748           | 26,8        | 19              | 19                |                   | 8 008                  |         |           | 1           | 15        |
| 2004  | 152 158  | 568 748           | 26,8        | 18              | 18                |                   | 8 453                  |         |           | 1           | 15        |
| 2013  | 228 000  | 726 000           | 31,4        | 29              | 28                | 1                 | 7 862                  |         | 1         | 3           | 16        |
| 2016  | 201 505  | 1 123 042         | 17,9        | 33              | 32                | 1                 | 6 106                  |         | 1         | 4           | 16        |
| 2019  | 218 394  | 1 170 201         | 18,7        | 33              | 31                | 2                 | 6 618                  |         | 2         | 5           | 17        |
| 2021  | 219 714  | 1 180 791         | 18,6        | 32              | 30                | 2                 | 6 866                  |         | 2         | 6           | 17        |

## Sources
- (en) Données sur Catholic-hierarchy.com